# 19番のタンゴ (J.A.M Creamの曲)
「19番のタンゴ」（じゅうきゅうばんのタンゴ）は、J.A.M. Creamのシングル。

## 内容
J.A.M. Creamの唯一のシングル。カップリングの「19番のマンボ」は表題曲と似たタイトルで違うジャンルに挑戦したものである。TBS系『天使のように生きてみたい』オープニング・テーマ。同月には多岐川裕美&高田純次が表題曲をカバーした。

## 収録曲
1. 19番のタンゴ
  - 作詞：長戸大幸 作曲：吉江一男 編曲：葉山たけし
2. 19番のマンボ
  - 作詞：長戸大幸 作曲：吉江一男 編曲：葉山たけし
3. GIMME! GIMME! GIMME!
作詞：青木小緒里 作曲：多々納好夫 編曲：池田大介
4. 19番のタンゴ(inst.)